# Elizabethtown (film)
Az Elizabethtown egy 2005-ös film Cameron Crowe írásában-rendezésében. Főszereplője Orlando Bloom, aki egy Kentuckyba hazalátogató cipőtervezőt alakít, és Kirsten Dunst, aki egy légikísérőt játszik. Feltűnik még Alec Baldwin, mint a sportcipővállalat vezetője, valamint Susan Sarandon Bloom anyjának szerepében. A filmben számos kortárs dal felcsendül, a Kentuckyból származó My Morning Jacket együttes pedig egy újra összeálló fiktív csapatot, a Ruckust formálja meg.

## Szereplők
| Szereplő       | Színész        | Magyar hang       |
| -------------- | -------------- | ----------------- |
| Drew Baylor    | Orlando Bloom  | Rékasi Károly     |
| Claire Colburn | Kirsten Dunst  | Vadász Bea        |
| Hollie Baylor  | Susan Sarandon | Andresz Kati      |
| Phil DeVoss    | Alec Baldwin   | Haás Vander Péter |
| Bill Banyon    | Bruce McGill   | Barbinek Péter    |
| Heather Baylor | Judy Greer     | Solecki Janka     |
| Ellen Kishmore | Jessica Biel   | Ruttkay Laura     |

## Történet
|  | Alább a cselekmény részletei következnek! |

Nem sokkal azután, hogy megtudja, cége hatalmas veszteséget szenvedett őmiatta, Drew Baylor ipari tervező öngyilkosságra készül, ám értesül apja haláláról. Mint egyetlen fiúgyermeknek, Drewnak el kell utaznia gyökereihez Elizabethtownba, Kentuckyba, hogy részt vegyen a búcsúztatón. A repülőúton találkozik Claire-rel, a gyors észjárású légikísérővel, aki segít neki elnavigálni a nehéz vizeken, és ráébreszti Drew-t, hogy a legnagyszerűbb dolgok akkor történnek az emberrel, amikor a legkevésbé számít rá.

## Érdekességek
- Először Jane Fondára osztották Drew anyjának szerepét, de a színésznőnek végül le kellett mondania.
- Ashton Kutcher, Seann William Scott, Colin Hanks, Chris Evans és James Franco mind részt vett a meghallgatáson Drew Baylor szerepéért. Kutchert fel is kérték rá, ám Cameron Crowe rendező a forgatás alatt úgy döntött, igazából nem ő a megfelelő ember a szerepre, így Kutcher elhagyta a projektet.
- Jessica Biel eredetileg a női főszerepért vett részt meghallgatáson. Végül egy kisebb szerephez jutott.
- A temetői jelenetben az eső nem volt betervezve.
- Ez Orlando Bloom első főszerepe egy széles körben vetített (600 mozi felett) filmben, amely a jelenkorban játszódik, és amelyben amerikai akcentussal beszél.
- A filmben Claire barátjaként említik a Ben nevű szereplőt, az eredetileg vágott verzióban azonban kiderül, hogy Ben Claire bátyja.
- Az egyes jelenetek felismerhető forgatási helyszínei között szerepel Louisville (Kentucky állam), ezen belül is a Brown Hotel és a Cave Hill-i temető. Noha a kültér, a hall és a folyosók valóban a Brown Hotelhez tartoznak, a filmben a hotel Kristály nevű báltermének a másolata szerepel.
- A film számottevő szabadsággal él a regionális földrajzzal kapcsolatosan, hiszen Louisville és a Tennessee-i Nashville éppen fele akkora távolságra vannak egymástól, mint a valóságban.
- Az Elizabethtown hasonlóságot mutat a 2004-es A régi környék című filmmel, mivel mindkét filmben a főszereplő fiatal férfi a nyugati partról keletre utazik egy szülő temetésére. Mindkét esetben végül szerelembe esnek egy olyan lánnyal, akivel eleinte nem állt szándékukban komoly kapcsolatba bonyolódni.
- Annak ellenére, hogy a film címe Elizabethtown, a film jeleneteinek többségét valójában a Kentucky államban található Versailles-ban vették föl. Ezt bizonyítja, hogy egyes jelenetekben a háttérben láthatók emberek sárga-fekete színű pólót viselnek, ezek a színek pedig a Woodford megyei gimnázium színei, az iskola pedig Versailles-ban található.

Egyes jeleneteket Scottsbluffban (Nebraska állam), Eureka Springsben (Arkansas állam), Memphisben (Tennessee állam) és Oklahoma Cityben (Oklahoma állam) is forgattak.

## A filmben felcsendülő dalok
- The Hollies: "Jesus Was a Crossmaker"
- The Concretes: "You Can't Hurry Love"
- Lindsay Bruckingham: "Shut Us Down"
- The Temptations: "I Can't Get Next to You"
- Tom Petty és a The Heartbreakers: "It'll All Work Out"
- Helen Stellar: "10 (This Time Around)"
- Fleetwood Mac: "Big Love"
- Elton John: "My Father's Gun"
- My Morning Jacket: "Same in Any Languages"
- My Morning Jacket: "Where to Begin"
- Tom Petty: "Jack"
- The Beginning of the End: "Funky Nassau"
- Ryan Adams: "Come Pick Me Up"
- Tom Petty: "Learning to Fly"
- Ulrich Schnauss: "Passing By"
- Kathleen Edwards: "Summerlong"
- Craig Berkey: "Dance Studio Drizzle"

- Simple Minds: "Promised You a Miracle"
- Georges Auric: "First Dance Number
- Ruckus: "Free Bird"
- Eastmountainsouth: "Hard Times"
- James Brown: "That's Life"
- Sir Neville Marriner: "Purcell: Rondeau (Abdelazer)"
- The Hombres: "Let It Out (Let It All Hang Out)"
- Jeff Finlin: "Sugar Blue"
- Eddie Hinton: "Yeah Man"
- U2: "Pride (In the Name of Love)"
- Ryan Adams: "Words"
- Wheat: "Don't I Hold You"
- Washington Phillips: "What Are They Doing in Heaven Today"
- Tom Petty: "Square One"
- I Nine: "Same in Any Languages"
- Ryan Adams: "English Girls Approximately"
- Patty Griffin: "Moon River"